# 紀勢電報電話局

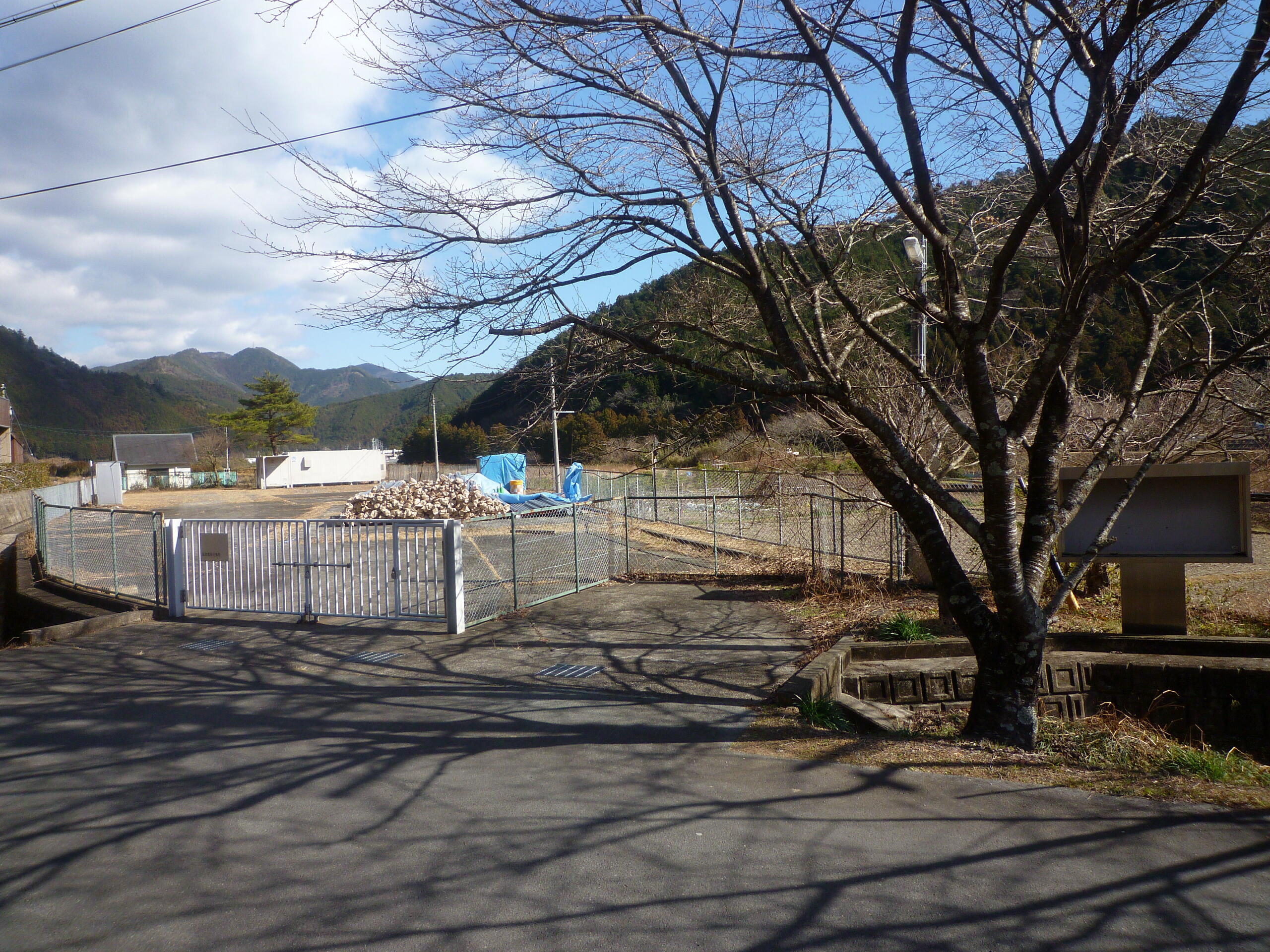
紀勢電話交換所（かつて紀勢電報電話局のあった場所にある）

紀勢電報電話局（きせいでんぽうでんわきょく）は三重県度会郡紀勢町にあった日本電信電話公社（現：NTT西日本）の電報電話局。東海電気通信局三重電気通信部の管轄下にあった。

## 概要
- 所在地
  - 三重県度会郡紀勢町崎字長野129-6[1]（現在は三重県度会郡大紀町崎）

## 沿革
- 1969年（昭和44年）5月20日 - 紀勢町柏崎地区の農村集団自動電話が開通[2][3]。
- 1974年（昭和49年）2月27日 - 三重錦電話交換局が開局[2]、錦郵便局の電話交換業務を紀伊長島電報電話局に引き継ぐ[4]。
- 1976年（昭和51年）10月27日 - 紀勢電報電話局が開局[5][6]、紀勢郵便局の電話交換業務を引き継ぐ[7]。
- 1985年（昭和60年）4月1日 - 電電公社民営化に伴い、NTT三重支社の管轄となる。
- 1987年（昭和62年）頃 - 廃止[8]。